# Tmesisternus wiedenfeldi
Tmesisternus wiedenfeldi är en skalbaggsart som beskrevs av Aurivillius 1911. Tmesisternus wiedenfeldi ingår i släktet Tmesisternus och familjen långhorningar.
Artens utbredningsområde är Irian Jaya. Inga underarter finns listade i Catalogue of Life.